# Cuticonema vivipara
Cuticonema vivipara är en rundmaskart. Cuticonema vivipara ingår i släktet Cuticonema och familjen Brevibuccidae. Inga underarter finns listade i Catalogue of Life.